# Владивосток (ледокол)
«Владивосток» — дизель-электрический ледокол проекта 21900М заводской номер 230. Ледокол «Владивосток» является третьим судном в серии (головной ледокол — «Москва»).
Ледокол проекта 21900М «Владивосток» является самым мощным дизель-электрическим ледоколом среди всех функционирующих в Российской Федерации (по состоянию на август 2016 года). Представляет собой двухпалубное судно с двумя полноповоротными винторулевыми колонками суммарной мощностью 18 мегаватт.
Ледокол построен в рамках выполнения федеральной целевой программы «Развитие транспортной системы России (2010 – 2020 годы)». Заказчиком выступило Федеральное агентство морского и речного транспорта, заказчик-застройщик — ФГУП «Росморпорт».

## История
Заложен 17 октября 2012 года. Спуск на воду состоялся 29 апреля 2014 года на Выборгском судостроительном заводе.
24 сентября 2015 года на ледоколе был поднят российский флаг.
С 12 сентября по 5 октября 2015 года судно прошло ходовые испытания в Балтийском море.
9 октября 2015 года на Выборгском судостроительном заводе был подписан акт приёма-передачи, после чего судно было передано заказчику.
В феврале 2016 года ледокол совместно с «Мурманском» приступили к выполнению ледокольных проводок судов.

## Назначение
Ледокол «Владивосток» предназначен для обеспечения проводок крупнотоннажных судов и танкеров шириной до 50 метров в российские порты на Балтике и других замерзающих акваториях, тушения пожаров на плавучих объектах, буксировки судов, выполнения аварийно-спасательных работ и оказания помощи судам в ледовых условиях и на чистой воде. Предполагается, что судно будет использоваться на акватории Балтийского моря в зимний период и в арктических морях в летне-осенний период.
Ледокол «Владивосток» имеет палубу для размещения контейнеров с грузами и оборудован краном грузоподъёмностью 26 тонн. Способен преодолевать льды толщиной до 1,5 метра. Ледокол имеет автономный запас топлива, достаточный для работы в течение 40 суток. На укрытом баке ледокола расположена вертолётная площадка.